# Мустафа Баяль Салль
Мустафа Баяль Салль (фр. Moustapha Bayal Sall, нар. 30 листопада 1985, Дакар) — сенегальський футболіст, півзахисник, відомий за виступами за збірну Сенегалу.

## Клубна кар'єра
У дорослому футболі дебютував 2005 року виступами за команду клубу «Горе», в якій провів лише один сезон.
У 2006 році уклав контракт спочатку з норвезьким клубом «Старт» (Крістіансанн), а пізніше з французьким клубом «Сент-Етьєн».
У першій половині сезону 2006—2007 років Мустафа Салль виступав за другу команду «Сент-Етьєну», а з другої половини сезону був переведений до головної команди. З наступного сезону він став основним гравцем захисту свого клубу.
У 2008 році представники іншого клубу, з яким він уклав професійний контракт — норвезький «Старт». за який футболіст так і не зіграв. звернулись у ФІФА із скаргою на «Сент-Етьєн», дисциплінарний комітет ФІФА зобов'язав французький клуб виплатити компенсацію норвезькому клубу у розмірі 150 тисяч доларів і дискваліфікував футболіста на чотири місяці.
Після дискваліфікації Мустафа Салль знову став одним із основних гравців своєї команди. Але улітку 2011 року стався конфлікт між керівницством клубу та трьома гравцями — Мустафою Саллем, Бубакаром Саного та Сільвеном Монсоро. у результаті конфлікту усі три гравці були переведені у другий склад клубу, а з початку 2012 року Мустафа Салль був відданий на шість місяців у оренду до клубу «Нансі».
До складу клубу «Сент-Етьєн» повернувся влітку 2012 року. Відтоді повернув собі місце в основному складі команди, встиг відіграти за команду із Сент-Етьєна 175 матчів в національному чемпіонаті. Разом із клубом став володарем Кубка французької ліги з футболу у сезоні 2012—2013 років.
У 2016 році сенегалець перейшов до катарського клубу «Аль-Арабі», в якому виступав протягом року, зігравши 15 матчів у чемпіонаті країни. За рік Мустафа Баяль Салль перейшов до бельгійського клубу «Антверпен», у якому завершив виступи на футбольних полях.  

## Виступи за збірну
2005 року дебютував в офіційних матчах у складі національної збірної Сенегалу. За час виступів провів у формі головної команди країни 29 матчів, забивши 1 гол.
У складі збірної був учасником Кубка африканських націй 2008 року у Гані, Кубка африканських націй 2012 року у Габоні та Екваторіальній Гвінеї.

## Титули і досягнення
- Володар Кубка французької ліги (1):

«Сент-Етьєн»: 2012-13